# Prix Harold-Masursky
Le prix Harold-Masursky (ou prix Masursky) est décerné pour des travaux en planétologie faisant appel à l'ingénierie, la gestion, la programmation, ou encore à des activités de service public. Il est décerné par la division de planétologie de l'Union américaine d'astronomie. Nommé en l'honneur de Harold Masursky, le prix a été créé en 1991. 

## Lauréats
- 1991 : Carl Sagan
- 1992 : Harlan James Smith (en)
- 1993 : Mildred S. Matthews
- 1994 : Joseph A. Burns
- 1995 : William E. Brunk (en)
- 1996 : William L. Quaide
- 1997 : John T. Trauger
- 1998 : Jürgen H. Rahe
- 1999 : Wesley T. Huntress
- 2000 : George Brown, Jr.
- 2001 : non descerné
- 2002 : non descerné
- 2003 : Reta Beebe (en)
- 2004 : Alexander Basilevsky
- 2005 : J. Kelly Beatty
- 2006 : Gentry Lee
- 2007 : Tom Gehrels
- 2008 : Jon G. Giorgini
- 2009 : non descerné
- 2010 : Alan Tokunaga
- 2011 : Benton Clark III
- 2012 : Susan Niebur (en)
- 2013 : Ronald Greeley (en)
- 2014 : Athena Coustenis
- 2015 : Christina Richey (en)
- 2016 : Mark Sykes
- 2017 : Louise Prockter (en)
- 2018 : Faith Vilas (en)
- 2019 : Philip D. Nicholson
- 2020 : Heidi B. Hammel
- 2021 : Mark Showalter
- 2022 : Jim Green